# Maquis de Lorris
Le maquis de Lorris est le plus important maquis organisé dans le département du Loiret par les résistants français à l'occupation allemande pendant la Seconde Guerre mondiale. Il tient son nom de la commune de Lorris à proximité de laquelle il est situé.

## Description

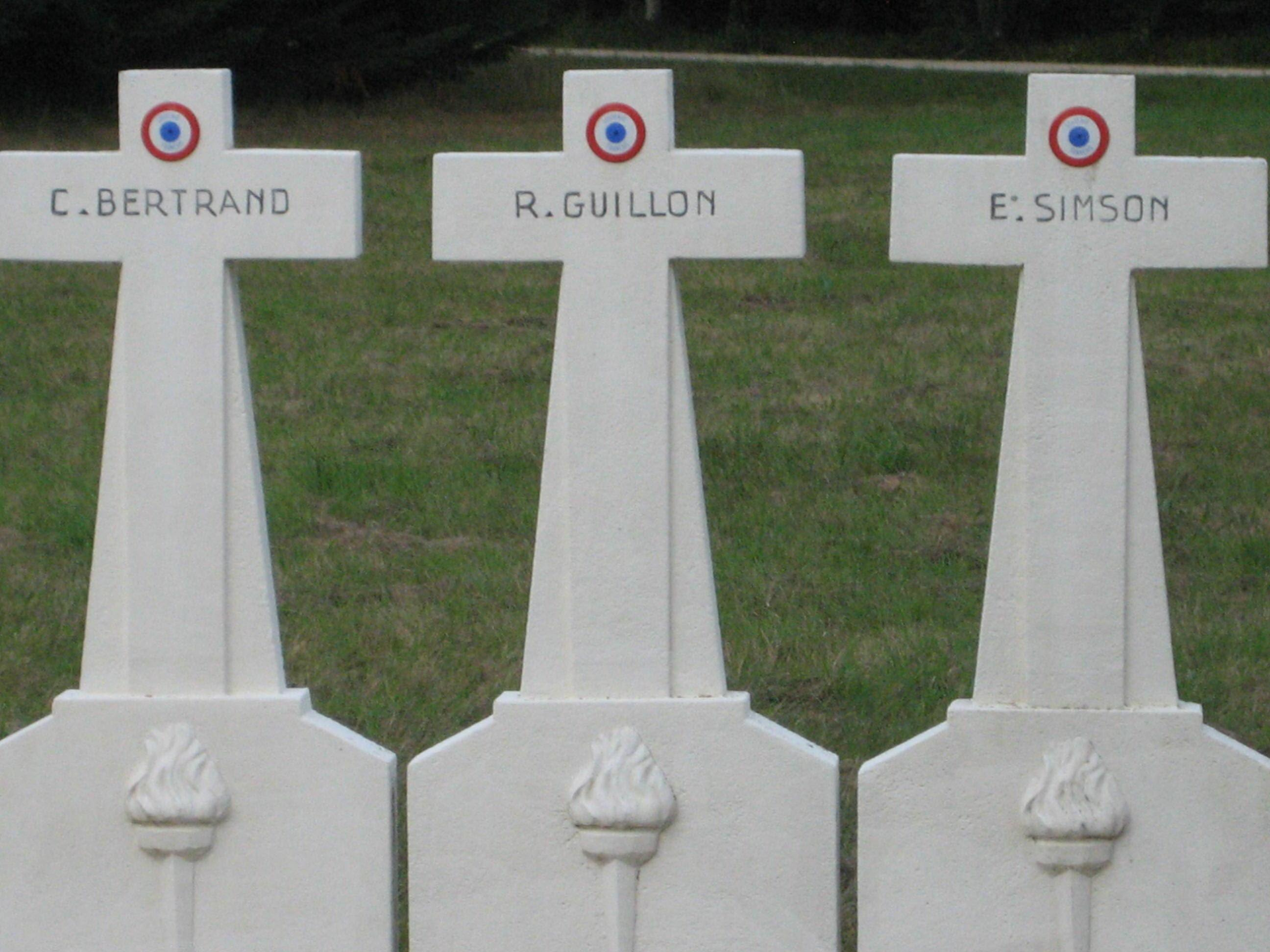
Sépultures de combattants.

Le maquis s'organise au nord-est d'Orléans, dans le massif de Lorris de la forêt d'Orléans. Il était dirigé par Marc O'Neill.
Albin Chalandon, 24 ans en 1944, fonda le maquis de Lorris, qui atteindra vite plus de 500 hommes puis fut un de ses chefs jusqu'à la fusion des trois maquis de la forêt d'Orléans placés alors sous le commandement du capitaine Albert. Albin Chalandon, après avoir été grièvement blessé à deux reprises, est sauvé par le général Leclerc et participe à la libération de Paris (Parlement et quai d'Orsay), il reçut la légion d'Honneur.
La liste officielle des prisonniers de guerre du 22 décembre 1940 indique que plusieurs résistants du maquis de Lorris furent déportés pour être incarcérés dans les camps d'Oflag (pour les officiers) et ceux de Stalag (pour les soldats).
Le 14 août 1944 à la veille du débarquement allié en Méditerranée, le maquis connut un nouvel épisode répression dramatique. Deux jours auparavant, la bataille de Chicamour sur la route nationale 60 avait permis à 150 maquisards de s'emparer de véhicules en prenant en embuscade un convoi ennemi ; au matin du 14 août, l'armée allemande encercla le Carrefour en pleine forêt situé à la jonction des quatre communes de Lorris, Les Bordes, Montereau et Ouzouer-sur-Loire. Une cinquantaine de résistants - maquisards et civils - furent arrêtés et fusillés sur place. Les maisons forestières furent incendiées.
Ces événements empêchèrent le maquis de Lorris de participer à la libération d'Orléans. Les maquisards qui survécurent continuèrent leur marche et contribuèrent à la libération de Châteauneuf-sur-Loire, avant de rejoindre Orléans libéré puis de monter sur Paris, afin de participer aux combats pour la libération de la capitale, aux côtés du colonel Marc O'Neill.
Rebaptisé après la guerre Carrefour de la Résistance, les cénotaphes d'une cinquantaine de maquisards s'y élèvent, alors que les maisons forestières incendiées sont restées telles quelles depuis ces événements tragiques.
Les quatre maisons forestières et le monument commémoratif font l'objet d'un inscription au titre des Monuments historiques par un arrêté du 16 octobre 2023